# Anticoma papillosa
Anticoma papillosa is een rondwormensoort uit de familie van de Anticomidae.